# Lycaon pictus sharicus
 (novembre 2019).
Si vous disposez d'ouvrages ou d'articles de référence ou si vous connaissez des sites web de qualité traitant du thème abordé ici, merci de compléter l'article en donnant les références utiles à sa vérifiabilité et en les liant à la section « Notes et références ».
Sous-espèce
Synonymes
- Lycaon pictus ebermaieri Matschie, 1915[2]

Lycaon pictus sharicus, communément appelé Lycaon saharien, est une sous-espèce du Lycaon (Lycaon pictus) vivant exclusivement en Algérie, dans l'Azaouad (au Nord du Mali actuel), sur les zones côtières de la Mauritanie et au Sahara occidental.

## Lieu de vie
Cet animal a été aperçu dans la région du Hoggar, du Tassili n'Ajjer ainsi que dans la région du W au Niger et au Mali[réf. nécessaire]. Des recensements ont été effectués en 2017[réf. nécessaire] qui approuvent officiellement cette population comme sous-espèce africaine[réf. nécessaire]. Environ 467[pas clair] lycaons sont dispersés un peu partout dans ces contrées[réf. nécessaire] ; et selon le guide Delachaux, il pourrait avoir survécu en Algérie mais cette sous-population ne compterait pas plus de cinquante individus :

## Mode de vie
Les lycaons se nourrissent principalement de sangliers, de gazelles dorcas, de gazelles de Cuvier ainsi que de mouflons à manchettes, mais peuvent également s'attaquer à des lièvres et de jeunes dromadaires[réf. nécessaire]. Comme le Guépard saharien, il part à la chasse souvent le matin ou le soir et il abrite sa progéniture sous des Acacias Tortillis[réf. nécessaire]. Il ne subit pas le risque d’être attaqué par des prédateurs dans cette région saharienne, mais les guépards, les chacals ainsi que les hyènes rayées peuvent s'en prendre aux bébés voire aux jeunes adultes inexpérimentés.

## Description
Lycaon pictus sharicus mesure jusqu'à 140 cm et 70 cm au garrot. Ce qui en fait un animal plus petit que Lycaon pictus pictus mais plus grand que Lycaon pictus lupinus. Son poil est court 15 mm.
Ils sont menacés d'extinction et il est très rare de les trouver sans l'aide de pièges photographiques (cameras traps).

## Publication originale
- (en) Oldfield Thomas et R. C. Wroughton, « New Mammals from Lake Chad and the Congo, mostly from the Collections made during the Alexander-Gosling Expedition », Annals and Magazine of Natural History, Londres, Taylor & Francis, vol. 19, no 113,‎ mai 1907, p. 370–387 (ISSN 0374-5481, OCLC 1481361, DOI 10.1080/00222930708562657, lire en ligne).